# Большеборское сельское поселение
Большеборское сельское поселение — упразднённое с весны 2010 года муниципальное образование в Старорусском муниципальном районе Новгородской области.
Административным центром была деревня Большие Боры.
Границы и статус муниципального образования — сельское поселение установлены областным закон ом № 559-ОЗ от 11 ноября 2005 года. В границах территории Большеборского сельского поселения были расположены 15 населённых пунктов:
| Название             | ОКАТО       | расстояние от Больших Боров |
| -------------------- | ----------- | --------------------------- |
| деревня Большие Боры | 49239828001 | -                           |
| деревня Бела         | 49239828002 | 3 км                        |
| деревня Голузино     | 49239828003 | 6 км                        |
| деревня Дретено      | 49239828005 | 3 км                        |
| деревня Жежванниково | 49239828006 | 4 км                        |
| деревня Иловец       | 49239828007 | 2 км                        |
| деревня Кобякино     | 49239828008 | 3 км                        |
| деревня Косорово     | 49239828010 | 5 км                        |
| деревня Коростова    | 49239828009 | 5 км                        |
| деревня Марково      | 49239828011 | 6 км                        |
| деревня Месяцево     | 49239828012 | 4 км                        |
| деревня Сотско       | 49239828015 | 6 км                        |
| деревня Шейкино      | 49239828017 | 1 км                        |
| деревня Нефедьево    | 49239828014 | 6 км                        |
| деревня Щетинкино    | 49239828018 | 6 км                        |

## Население
| Год  | Численность постоянного населения | мужчин | женщин | детей до 7 лет | детей от 7 до 18 лет |
| ---- | --------------------------------- | ------ | ------ | -------------- | -------------------- |
| 2003 | 527                               | 179    | 218    | 23             | 107                  |
| 2004 | 517                               | 182    | 221    | 26             | 88                   |
| 2005 | 517                               | 186    | 219    | 26             | 86                   |

## История
В Большеборское сельское поселение вошли населённые пункты ранее подчинённые администрации Дретенского сельсовета.
История территории, как административной единицы, идёт от Дретонского погоста, с церковью Ильи, в волости Дретона Спасского Русского монастыря в Шелонской пятине, впервые подробно описанной в 1498 году в писцовых книгах Шелонской пятины.
Постановлением Новгородской областной Думы от 26 мая 2004 г. N 691-III ОД был ликвидирован статус населённого пункта у деревни Горушка, деревни Михейково и деревни Сыроежино Дретенского сельсовета в связи с утратой ими признаков поселения.
С весны 2010 года объединено наряду с упразднёнными Астриловским, Великосельским, Сусоловским и Тулебельским сельскими поселениями во вновь образованное Великосельское сельское поселение с административным центром в деревне Великое Село.